# Harold Rubin
Harold Rubin (Johannesburgo, 13 de mayo de 1932 - 1 de abril de 2020) fue un artista visual y clarinetista de free jazz israelí nacido en Sudáfrica.

## Biografía
Harold Rubin nació en Johannesburgo (Sudáfrica) el 13 de mayo de 1932 en una familia de origen judío. Asistió a Jeppe High School for Boys y recibió educación privada en bellas artes. Instruido en la música clásica y el clarinete durante su adolescencia, desarrolló una fascinación por el jazz y comenzó a tocar en el "Skyline Night Club" a sus dieciocho años. Estuvo involucrado como estudiante de arquitectura en la Universidad de Witwatersrand, y completó sus estudios profesionales después de recibir educación en Londres.
Las aportaciones creativas de Rubin sobre la sociedad sudafricana durante 1950 y 1960 estaban en contra de la era del apartheid Afrikaner y desafiaban las normas sociales y racistas del país. Rubin organizó su propio grupo de jazz en 1950 y tocó junto con músicos negros. Su trabajo visual fue exhibido por primera vez en 1956. Entre las contribuciones de Rubin hacia las bellas artes de Sudáfrica, se encontraba en 1961, Sharpeville, una serie de dibujos que representaban la brutalidad de la era del Apartheid por parte de las autoridades durante la masacre de Sharpeville en 1960.
El proyecto más controversial de Rubin en la escena del arte sudafricano de 1960 fue My Jesus, una representación provocativa sobre la crucifixión en la cual Jesús de Nazaret era representado por una figura negra y desnuda, con la cabeza de un monstruo. La obra tenía un escrito que decía "yo te perdono O Dios, porque no sabéis lo que haces" "Father forgive them, for they know not what they do" – y además de ser una figura desnuda, esta tenía una con una discreta erección. La imagen controversial fue mostrada junto con otros trabajos anti/establecimiento en la galería de Johannesburgo en 1962. La exhibición causó tanto furor, que el gobierno mandó a la policía para clausurarla y posteriormente censuró las obras. Rubin se convirtió en el segundo sudafricano con más cargos por blasfemia.
En marzo de 1963, absuelto en la corte de la supuesta blasfemia, Rubin protestó sobre el entorno político represivo dejando al país por Israel y rápidamente se estableció en Tel Aviv. Rubin obtuvo trabajo como arquitecto en la oficina de Arieh Sharon, participando en proyectos nacionales e internacionales y dando clases en la academia de arquitectura y diseño entre 1960 y 1986, año de su retiro.
En 1960, Rubin empezó a crear arte visual como crítica y opinión del aspecto militarista de la sociedad israelí. El tema de la anti-guerra fue de gran interés para Robin durante la época de 1980, una década que presenció la invasión del Líbano de 1982 y las tensiones creadas por el creciente y visible peace movement, los cuales fueron marcados por la creación de obras como The Anatomy of a War Widow (1984), una serie de veintidós fotos en blanco y negro. El cáustico "Homenaje a Rabbi Kahane", el cual plasmaba al ultra-nacionalsocialismo Rabbi Meir Kahane como un judío Nazi, fue retirado de la pared por un miembro Knesset cuando se colgó en la galería Haifa en 1985 En agosto de 1987, los fondos recaudados de una exhibición de arte de Rubin y otros artistas israelís en la Galería Meimad en Tel Aviv, fueron donados a actividades educativas y a la promoción de los valores democráticos y de libertad de expresión dedicados a Emil Grunzweig, un maestro israelí y activista Peace Now asesinado en 1983 por una granada lanzada durante el rally de paz en Jerusalén. Los dibujos y pinturas de Rubin, han sido exhibidos en Israel, Sudáfrica, Estados Unidos y Alemania desde 1960.
A finales de 1979, Rubin regresó a tocar jazz, previamente presentándose por más de una década después de su emigración desde África. Se convirtió en un miembro fundador del cuarteto de jazz Zaviot en 1980, con el cual grabó discos con la compañía Jazzis Records y se presentaron en festivales y clubes en Israel y Europa hasta su separación en 1989. Sus contribuciones más reciente incluyen presentaciones con Ariel Shibolet, Assif Tsahar, Daniel Sarid, Maya Dunietz, and Yoni Silver.
Galardonado con el Premio Landau en homenaje a sus contribuciones a la música de jazz en 2008, Rubin continua desempeñando el jazz con músicos de las generaciones más jóvenes en Tel Aviv.
Harold Rubin y su primera esposa, Riva Wainer, se casaron en 1957, se separaron en 1970 y se divorciaron en 1975. Desde 1976 está vuelto a casar con Miriam Kainy, una dramatista israelí reconocida principalmente por sus obras que representan temas como relaciones judías-árabes y feministas. Su familia incluye dos hijos de su primer matrimonio y por parte del segundo, una hija y dos hijastras.
Rubin es declarado ateo.